# Royal Agricultural Society of England
Die Royal Agricultural Society of England (RASE) ist eine 1838 als English Agricultural Society gegründete, britische, gemeinnützige Stiftung. 1840 bestätigte Königin Victoria I. die Gesellschaft mit einer Royal Charter und erlaubte damit die Verwendung des Attributs Royal (engl. königlich) und die Namensänderung zur Royal Agricultural Society of England.

## Ziele
Die RASE beabsichtigt, eine unabhängige Stimme für die Interpretation und Anwendung von Wissenschaft und Best Practice zu sein, um landwirtschaftliche Methoden und Nahrungsmittelproduktion zu verbessern mit dem Ziel, die Zukunft der Welt zu sichern.

## Meilensteine

### Gründung
Nach Angaben von Ernest Clarke, dem Sekretär der Society, 1890, wurde die Agricultural Society of England anlässlich des jährlichen Abendessens des Smithfield Clubs in der Freemason’s Tavern in Great Queens Street am 11. Dezember 1837 initiiert. Der führende Kopf war Earl Spencer III., besser bekannt als Lord Althorp. Spencer vermittelte aus eigener Erfahrung, dass nicht nur die Tierhaltung berücksichtigt werden müsse, sondern die Landwirtschaft im Ganzen betrachtet werden solle. Nach seiner Darstellung, war die Anwendung von Wissenschaft noch nicht in der englischen Landwirtschaft angekommen.

„The application of science to practice was not as yet made by the English farmer“

In seiner Rede hob Lord Althrop die Highland Society of Scotland als das Musterbeispiel einer landwirtschaftlichen Gesellschaft hervor. Dieser Punkt der Rede wurde durch den nachfolgenden Redner bestätigt, dem Duke of Richmond, welcher betont erklärte, dass wissenschaftliche Erkenntnisse durch die Gesellschaft bis zu den Landwirten vordrangen. Auch weitere prominente Unterstützer meldeten sich und so wurde 1838 ein Pamphlet veröffentlicht, in dem die Gründung der Agricultural Society befürwortet wurde. Althrop kam es entgegen, dass politische Ansichten in dieser Sache außen vor blieben, so dass er die Gründung voll unterstützen konnte. Trotzdem dauerte es noch bis Mai 1838, bis die ersten Schritte zur Gründung einer Gesellschaft unternommen wurden. Am 9. Mai wurde während einer Versammlung die Gründung der Agricultural Society of England entschieden und Komitees ernannt, die die Regeln der Gemeinschaft definieren sollten. Noch in der ersten Woche nach dem Treffen fanden vier Versammlungen des Komitees statt und die Satzung nahm Formen an. Erster Präsident der Vereinigung wurde Earl Spencer.
Am 27. Juni 1838 wurde die erste Generalversammlung der Society abgehalten und die Satzung wurde offiziell verabschiedet. Während der Generalversammlung verlas Earl Spencer eine Liste von Aktivitäten, die der Aufmerksamkeit der Gesellschaft bedurften:
1. Lagerung von Wurzelgemüse
2. Pflügetechniken
3. Transport und Mischung von Erde
4. Pflanzen-gefährdende Insekten
5. schwarze Raupen
6. Anwendung mechanischer Energie (Motoren)
7. Pflüge mit zwei Pferden
8. Frühlings-Futter, Getreide, Gräser, Futterwicke
9. Fruchtrotation
10. Beste Methoden zur Erdanalyse
11. Bewässerung
12. Pflanztechniken
13. Untersaaten / Unterbewuchs
14. Getreidezüchtungen
15. ökonomischer Unterhalt von Arbeitspferden
16. Verbesserte landwirtschaftliche Betriebe im Ausland
17. Stallfütterung auf dem Kontinent (Europa)
18. Pflanzenkrankheiten
19. Pflüge oder andere Werkzeuge zur Schaffung von Entwässerungsgräben
20. neue landwirtschaftliche Geräte

So entstand in nur zwei Monaten nach der ersten Sitzung eine Gesellschaft mit über 500 Mitgliedern und einer anspruchsvollen Aufgabenliste. Für Artikel zu den o. g. Themen wurden Preise ausgeschrieben, das Royal Veterinary College bot Vorträge zu verbesserten Viehhaltung an, Ausschreibungen für bessere Geräte wurden gemacht und auf der nächsten Generalversammlung im Dezember 1838 konnte Earl Spencer die Veröffentlichung einer Zeitschrift über die Aktivitäten der Gesellschaft ankündigen.
Auf der Jahreshauptversammlung im Mai 1839 konnte der scheidende Präsident, Earl Spencer, verkünden, dass in nur einem Jahr die Mitgliedschaft auf über 1100 Mitglieder gewachsen war. Die Gesellschaft war so erfolgreich, dass auf dieser Versammlung beschlossen wurde, sich um eine Royal Charter bei Königin Victoria zu bewerben. Diese Charter wurde am 26. März 1840 unterzeichnet. Bei der Jahresgeneralversammlung 1840 war die Mitgliederanzahl schon über 2000 gestiegen.
1845 beteiligte sich die Gesellschaft an der Gründung des Royal Agricultural College, den Vorgänger der heutigen Royal Agricultural University. 1866 gelang es der RASE, durch politische Einflussnahme den Cattle Disease Prevention Act zu initiieren und damit Einfluss auf die Verbreitung von Tierseuchen zu nehmen. 1870 gründete die RASE die erste experimentelle Forschungsstation im Vereinigten Königreich. Auf der Landwirtschaftsmesse 1895 wurde zum ersten Mal eine Qualitätsbewertung von Milch vorgeführt, und damit die Vorlage für modernes Milchmanagement gelegt. 1899 wurde mit dem National Examination Board eine staatsweite Prüfungsordnung für die landwirtschaftliche Ausbildung begründet und damit die Grundlage für die moderne Berufsausbildung gelegt.
1920 führte die RASE Tests von Traktoren durch und förderte so deren Einführung als Zug- und Arbeitsmaschinen in der Landwirtschaft. 1944, noch während des Zweiten Weltkriegs legte eine Konferenz den Grundstock für den 1947 Agricultural Act, der die Landwirtschaft in der Nachkriegsphase bedeutend beeinflusste. 1973 initiierte die RASE den Rare Breeds Survival Trust, der sich die Erhaltung alter Rassen und Sorten zur Aufgabe macht, vergleichbar mit den Archehöfen in Deutschland.

## Literatur

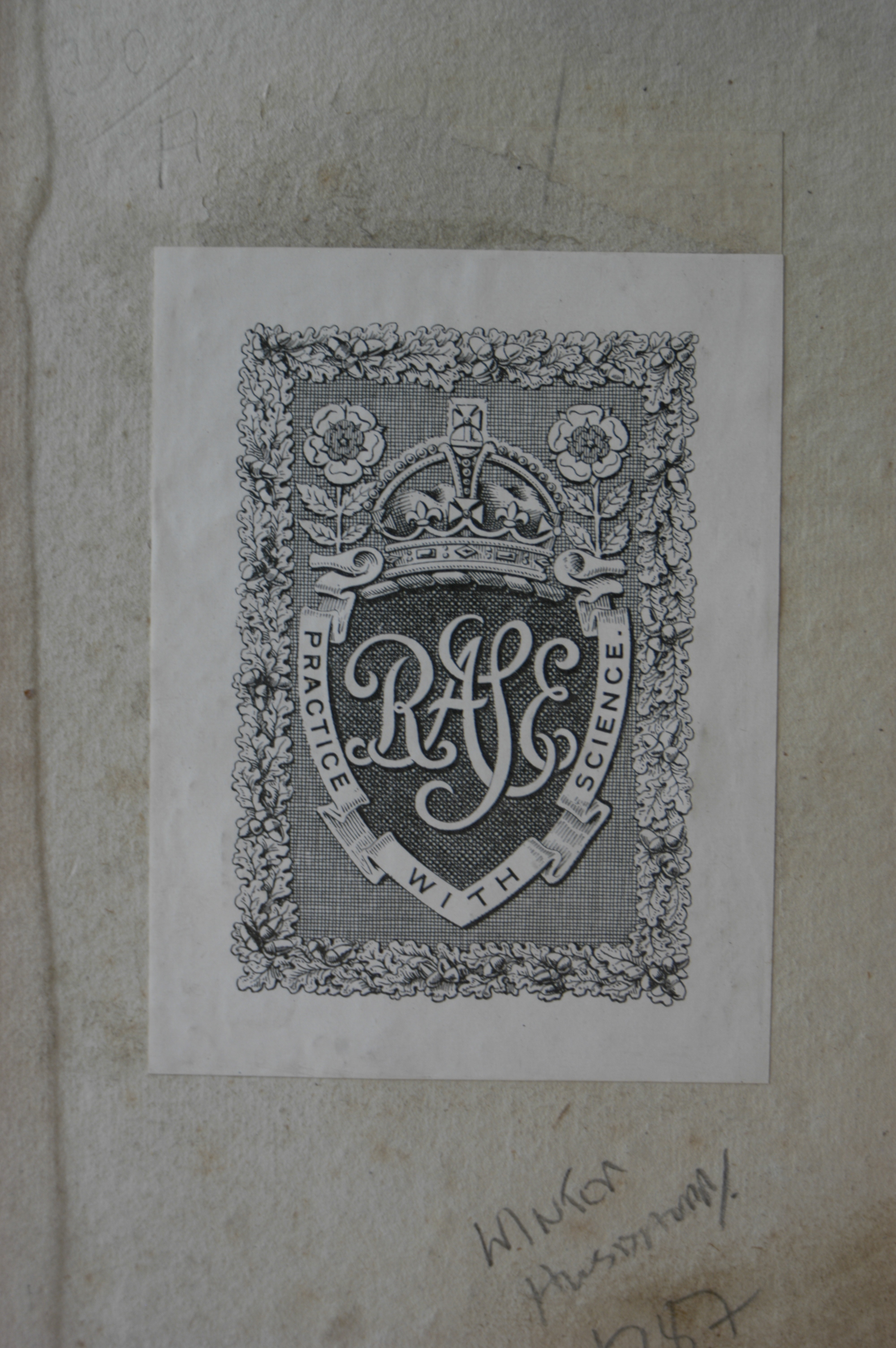
Vignette der Royal Agricultural Society of England (RASE)

### Über die Royal Agricultural Society
- James Anderson Scott Watson: The History of the Royal Agricultural Society of England 1839-1939; Royal Agricultural Society, 1939
- Nicholas Goddard: Harvests of change: the Royal Agricultural Society of England, 1838-1988